# Tor Heiestad
Tor Heiestad (* 13. Januar 1962 in Oslo) ist ein norwegischer Sportschütze.
Heiestad nahm ab Mitte der 1980er-Jahre an internationalen Wettkämpfen im Schießen auf die Laufende Scheibe teil, sowohl über die 10-Meter- als auch über die 50-Meter-Distanz. Bei den olympischen Wettkämpfen 1988 in Seoul gewann der zu diesem Zeitpunkt 26-jährige Mechaniker für landwirtschaftliche Maschinen die Goldmedaille vor dem Chinesen Huang Shiping und dem Ukrainer Gennadij Awramenko. Nach der Qualifikationsrunde hatten Heiestad und Awramenko mit einer Punktzahl von 591 gleichauf an der Spitze gelegen, ehe sich der Norweger in der Finalrunde absetzen konnte und mit insgesamt 689 Punkten einen neuen olympischen Rekord aufstellte. Nach 36 Jahren bedeutete Heiestads Goldmedaille den ersten Olympiasieg eines Norwegers im Schießen seit John Larsens Erfolg 1952. Als Folge des Triumphes erhielt Heiestad, neben dem Ringer Jon Rønningen der einzige norwegische Olympiasieger von Seoul, die Aftenposten-Goldmedaille und Fearnleys olympiske ærespris.
In den anschließenden Jahren bestritt Heiestad weiterhin erfolgreich internationale Wettkämpfe und errang im Jahr 1990 den Europameistertitel über 10 Meter. 1992 trat er ein weiteres Mal bei Olympia an, in Barcelona verpasste er das Finale jedoch und belegte den zehnten Rang beim Sieg des Deutschen Michael Jakosits. Bis in die 2010er-Jahre nahm er an Norwegischen Meisterschaften teil, bei denen er insgesamt über 80 Titel verbuchte.